# Pycnophyes ponticus
Pycnophyes ponticus är en djurart som tillhör fylumet pansarmaskar, och som först beskrevs av Reinhard 1881.  Pycnophyes ponticus ingår i släktet Pycnophyes och familjen Pycnophyidae. Inga underarter finns listade i Catalogue of Life.